# Idioma trumaí
El trumaí es una lengua indígena de América hablada en el alto Xingú por algunos miembros de la etnia trumaí en el estado brasileño de Matto Grosso, actualmente existen unos 120 hablantes, lo cual representa un espectacular incremento poblacional desde los 18 conocidos en 1963.

## Historia

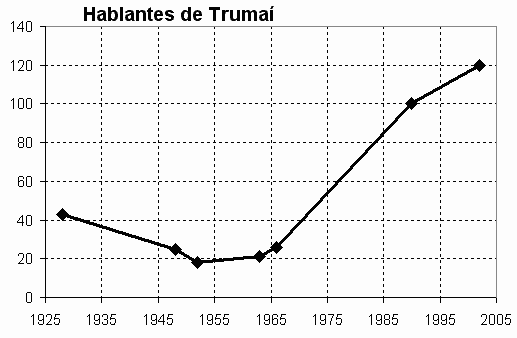
Evolución del número de hablantes de Trumaí durante el.

La lengua trumaí es un ejemplo inusual de recuperación lingüística, ya que el número de hablantes ha experimentado una importante recuperación desde la segunda mitad del siglo XX:
43 (1928)
25 (1948)
18 (1952)
21 (1963)
26 (1966)
100 (1990)
120 (2002)
Sin embargo, la cifra de hablantes representa sólo aproximadamente la mitad del grupo étnico, ya que es muy común que los trumaí formen matrimonios mixtos con otras etnias que habitan la cuenca del río Xingú. Muchos jóvenes hablan ahora portugués debido al contacto con el resto de la población brasileña.

## Descripción gramatical
El primer vocabulario del trumaí fue recolectado por von den Steinen en 1886. Monod-Becquelin (1975, 1976) empezó con el análisis gramatical y Guiardello (1992) es un estudio moderno sobre la fonología y la morfología.

### Fonología
El inventario consonántico está formado por las siguientes consonantes:
|                   | Bilabial | Dental | Alveolar | Palatal | Velar | Glotal |
| ----------------- | -------- | ------ | -------- | ------- | ----- | ------ |
| oclusiva simple   | p        | t̪      | t, d     |         | k     | ʔ      |
| oclusiva eyectiva |          | t̪ ʼ    | tʼ       |         | kʼ    |        |
| Africada          |          |        | ʦ, ʦʼ    |         |       |        |
| Fricativa         | f        |        | s, ɬ     | ʃ       | x     | h      |
| Nasal             | m        |        | n        |         |       |        |
| Aproximante       | w        |        | ɾ, l     | y       |       |        |

Este inventario consonántico es atípico para una lengua amazónica en varios aspectos como la existencia de consonantes eyectivas, la ocurrencia de una fricativa lateral /ɬ/ (ninguna de estas características se encuentra en las otras lenguas del río Xingú) y además existe una distinción entre oclusivas dentales y alveolares. Existe un fenómeno de empobrecimiento típico de lenguas amenazadas, consistente en que las generaciones jóvenes no hacen la distinción entre oclusivas simples y eyectivas.
El inventario de vocales está formado por seis vocales /i, e, a, o, u/ más una vocal central cerrada /ɨ/. La estructura silábica es de tipo (C)V(C) y el acento recae siempre sobre la última sílaba.

### Gramática
Los pronombres personales distinguen la categoría de persona, inclusividad, número y género. El número gramatical en los pronombres incluye la distinción entre singular, dual y  plural, y el género gramatical se restringe a la tercera persona donde se distinguen formas masculinas de femeninas. Las marcas son ha- para la primera persona del singular y la primera no-singular exclusiva, ka- para la primera inclusiva, hi- para la segunda persona y in- para la tercera. Las marcas de número son -Ø (singular), -a (dual), -wan (plural).
Existen pocos morfemas flexivos, no existen marcas de tiempo-aspecto-modo en los verbos, y la referencia temporal se expresa mediante adverbios explícitos. Hay partículas postverbales para marcar la negación, la causatividad y el énfasis. La negación se realiza mediante anuk en oraciones copulativas y mediante tal en predicaciones verbales no-copulativas. 
La posesión alineable se marca mediante el sufijo -k(a)te y precede al poseído:
(1) Kumaru-kte tahu
'El cuchillo de Kumaru'
Mientras que la posesión inalienable se indica mediante aposición simple:
(2a) dinoxo kuʃ
'el cabello de la chica'
(2b) ha kuʃ
'mi cabello' [lit. 'el cabello de yo']
Morfosintácticamente, el trumaí tiene una estrategia de marcaje de complemento, en lugar de una de marcaje de núcleo. El trumai es una lengua ergativa: un sintagma nominal en posición de único parcipante de verbo intransitivo (función S) o de primer objeto (función O) de verbo transitivo no lleva marca y el agente (función A) de un verbo transitivo se marca con una postposición, que designa el caso ergativo. Los casos dativo, locativo, alativo, instrumental y comitativo se marcan también con postposiciones. Los verbos caen en cuatro grupos: intransitivos simples (con un participante obligatorio de tipo S), transitivos simples (dos participantes, A y O), intransitivos extendidos (un participante de tipo S y un dativo) y los transitivos extendidos (S, O y dativo). Entre los intransitivos extendidos están 'comer', 'beber', 'ver', y 'hablar con'. El uso de los intransitivos extendidos semánticamente puede ser similar a los transitivos, aunque sintácticamente tiene otras marcas, así existen dos verbos para 'matar' -fa que es un intransitivo extendido y disi que es un transitivo simple genuino.
Los órdenes sintácticos básicos son SV (intransitivos) y AOV (transitivos), con el dativo tras el verbo cuando éste aparece. Si un S o un O se colocaran no inmediatamente ante el verbo entonces el verbo necesia una partícula tras él ke para indicar este orden marcado. Por el contrario el argumento A o el dativo puede colocarse en cualquier posición para un orden marcado sin necesidad de añadir ninguna marca adicional al verbo. Dentro de un sintagma nominal los cuantificadores y los poseedores preceden al núcleo nominal y los adjetivos siguen al núcleo nominal. 
En formas causativas se da una estructura inusual, en la que tanto el causante como el argumento A van marcados ambos en caso ergativo (-ts tras la 1ªsg y -ek/-ak en el resto de casos):
(3) Alaweru-k hai-ts axos disi ka
NombrePropio-ERG 1ªSG-ERG niño-ABS golpear CAUS
'Alaweru me hizo golpear al niño'